# Urban Hettich
Urban Hettich (ur. 2 marca 1953 w Schonach) – niemiecki narciarz, specjalista kombinacji norweskiej, srebrny medalista olimpijski oraz brązowy medalista mistrzostw świata juniorów.

## Kariera
Pierwszy sukces w karierze osiągnął w 1973 roku, kiedy wywalczył indywidualnie złoty medali na mistrzostwach świata juniorów w Kawgołowie. Rok wcześniej brał udział w igrzyskach olimpijskich w Sapporo, gdzie zajął 20. miejsce. Na tych samych igrzyskach wziął także udział w biegach narciarskich, zajmując wraz z kolegami z reprezentacji siódmą pozycję w sztafecie 4 × 10 km.
Największym sukcesem w jego karierze był srebrny medal wywalczony indywidualnie podczas igrzysk olimpijskich w Innsbrucku w 1976 roku. Po skokach Hettich zajmował dopiero 11. pozycję, jednak dobra podstawa w biegu pozwoliła mu awansować i stanąć na podium. Ostatecznie lepszy od niego okazał się tylko reprezentant NRD Ulrich Wehling, który bronił tytułu mistrza olimpijskiego zdobytego cztery lata wcześniej. Trzecie miejsce przypadło kolejnemu zawodnikowi z NRD, Konradowi Winklerowi, którego Hettich wyprzedził tylko nieznacznie.
Hettich startował także na mistrzostwach świata w Lahti w 1978 roku oraz igrzyskach olimpijskich w Lake Placid w 1980 roku, w obu przypadkach zajmując 14. miejsce. Amerykańskie igrzyska były ostatnią dużą imprezą w jego karierze. Po zakończeniu kariery został trenerem. Prowadził między innymi reprezentacje Kanady i Szwajcarii w kombinacji norweskiej, a także reprezentację Hiszpanii w biegach narciarskich. W latach 1974, 1975 i 1976 zdobywał złote medale mistrzostw RFN.
Urban Hettich nie jest spokrewniony z innymi niemieckim kombinatorem Georgiem Hettichem.

## Osiągnięcia w kombinacji

### Igrzyska olimpijskie
| Miejsce | Dzień     | Rok  | Miejscowość | Konkurencja              | Wynik zwycięzcy | Strata      | Zwycięzca      |
| ------- | --------- | ---- | ----------- | ------------------------ | --------------- | ----------- | -------------- |
| 20.     | 5 lutego  | 1972 | Sapporo     | Indywidualnie K-90/15 km | 413.340 pkt     | -46.565 pkt | Ulrich Wehling |
| 2.      | 9 lutego  | 1976 | Innsbruck   | Indywidualnie K-90/15 km | 423.39 pkt      | -4.49 pkt   | Ulrich Wehling |
| 14.     | 19 lutego | 1980 | Lake Placid | Indywidualnie K-90/15 km | 432.200 pkt     | -41.675 pkt | Ulrich Wehling |

### Mistrzostwa świata
| Miejsce | Dzień     | Rok  | Miejscowość | Konkurencja              | Wynik zwycięzcy | Strata     | Zwycięzca      |
| ------- | --------- | ---- | ----------- | ------------------------ | --------------- | ---------- | -------------- |
| 14.     | 20 lutego | 1978 | Lahti       | Indywidualnie K-90/15 km | 435.24 pkt      | -29.45 pkt | Konrad Winkler |

### Mistrzostwa świata juniorów
| Miejsce | Dzień   | Rok  | Miejscowość | Konkurencja              | Wynik zwycięzcy | Strata | Zwycięzca    |
| ------- | ------- | ---- | ----------- | ------------------------ | --------------- | ------ | ------------ |
| 3.      | 3 marca | 1973 | Kawgołowo   | Indywidualnie K-90/15 km | ?               | ?      | Pål Schjetne |

## Osiągnięcia w biegach

### Igrzyska olimpijskie
| Miejsce | Dzień     | Rok  | Miejscowość | Konkurencja        | Czas biegu   | Strata       | Zwycięzca |
| ------- | --------- | ---- | ----------- | ------------------ | ------------ | ------------ | --------- |
| 7.      | 13 lutego | 1972 | Sapporo     | Sztafeta 4 × 10 km | 2:04:47.94 h | +5:54.91 min | ZSRR      |